# 랑드주의 캉통
프랑스 랑드주에는 총 15개의 캉통이 속해 있다. 2015년 3월 행정구역 총개편으로 인해 현재는 다음과 같이 설치되어 있다.
- 아두르아르마냐크
- 샬로스튀르상
- 코트다르장
- 코토드샬로스
- 닥스 1
- 닥스 2
- 그랑라크
- 오트랑드아르마냐크
- 마랑생쉬드
- 몽드마르상 1
- 몽드마르상 2
- 오르트에타리강
- 페모르스네타뤼사트
- 페티로세
- 세냥